# Lorenzo Nista
Lorenzo Nista (Livorno, 21 gennaio 1993) è uno schermidore italiano, specializzato nel fioretto.
È il figlio di Alessandro, già calciatore professionista.

## Biografia
Lorenzo Nista inizia la sua carriera schermistica all'età di 7 anni al circolo Fides Livorno sotto la guida del Maestro Paolo Paoletti.
Si distingue fin da bambino conquistando nel 2004 il suo primo campionato italiano Under-14.
A livello nazionale vince due campionati italiani Under-17 consecutivi nel 2009 e nel 2010.
Sempre nel 2010 conquista un bronzo ai campionati italiani Under-20, competizione che lo vedrà uscire vincitore nel 2011 e nel 2013.
A livello internazionale comincia ad ottenere successi già dalla categoria cadetti, conquistando nel 2009 una medaglia di bronzo nella gara individuale, una d'oro a squadre agli Europei e il titolo mondiale nell'individuale nella rassegna iridata di categoria, sconfiggendo in finale il compagno di nazionale, rivale e amico Edoardo Luperi.
Nella categoria superiore ha ottenuto tre medaglie d'oro (uno individuale e due a squadre) agli Europei juniores, nonché tre medaglie d'argento ed una di bronzo ai Mondiali juniores. Nella classifica generale di Coppa del Mondo juniores si è piazzato al terzo posto nella stagione 2011/12. Vince il bronzo a squadre nel fioretto con la nazionale maggiore nel 2017 in Georgia.

## Palmarès

### Risultati élite
In carriera ha ottenuto i seguenti risultati:
Mondiali militari
Individuale
A squadre
- Bronzo nel fioretto a Nancy 2018

Europei
Individuale
A squadre
- Bronzo nel fioretto a Tbilisi 2017

Giochi europei
Individuale
A squadre
- Argento nel fioretto a Baku 2015

Giochi mondiali militari
Individuale
- Bronzo nel fioretto a Wuhan 2019

A squadre
- Oro nel fioretto a Rio de Janeiro 2011
- Bronzo nel fioretto a Mungyeong 2015
- Bronzo nel fioretto a Wuhan 2019

Campionati italiani
Individuale
- Bronzo nel fioretto a Acireale 2014
- Bronzo nel fioretto a Milano 2018
- Bronzo nel fioretto a Piacenza 2025

A squadre
- Oro nel fioretto a Livorno 2011
- Oro nel fioretto a Bologna 2012
- Oro nel fioretto a Torino 2015
- Oro nel fioretto a Gorizia 2017
- Argento nel fioretto a Roma 2016
- Argento nel fioretto a Milano 2018
- Argento nel fioretto a Piacenza 2025
- Bronzo nel fioretto a Trieste 2013
- Bronzo nel fioretto a Acireale 2014
- Bronzo nel fioretto a Cassino 2021
- Bronzo nel fioretto a La Spezia 2023

### Risultati giovani
Mondiali giovani
Individuale
- Argento nel fioretto a Parenzo 2013

A squadre
- Oro nel fioretto a Parenzo 2013
- Argento nel fioretto a Baku 2010
- Argento nel fioretto a Mar Morto 2011
- Bronzo nel fioretto a Mosca 2012

Mondiali cadetti
Individuale
- Oro nel fioretto a Belfast 2009

Europei Under-23
Individuale
- Argento nel fioretto a Vicenza 2015

A squadre
- Oro nel fioretto a Vicenza 2015
- Argento nel fioretto a Tbilisi 2014

Europei giovani
Individuale
- Oro nel fioretto a Budapest 2013

A squadre
- Oro nel fioretto a Parenzo 2012
- Oro nel fioretto a Budapest 2013

Europei cadetti
Individuale
- Bronzo nel fioretto a Bourges 2009

A squadre
- Oro nel fioretto a Bourges 2009

Miglior piazzamento in classifica generale nel fioretto individuale: 29° nella stagione 2015/16.
Coppa del Mondo juniores
- Miglior piazzamento in classifica generale nel fioretto individuale: 3° nel 2011/12.

Campionati italiani juniores
- 4 medaglie:
  - 2 ori (fioretto individuale nel 2011 e nel 2013);
  - 2 bronzi (fioretto individuale nel 2010 e nel 2012).

Campionati italiani cadetti
- 2 medaglie:
  - 2 ori (fioretto individuale nel 2009 e nel 2010).